# Längauer Alm
Die Längauer Alm ist eine Alm im Urschlauer Forst in der Gemeinde Ruhpolding. Dabei ist die Längauer Alm eine Exklave der Gemarkung Ruhpolding, die allseitig umgeben ist von der Gemarkung Urschlauer Forst (vor dem 1. Januar 1970 ein gemeindefreies Gebiet).
Ein Kaser der Längauer Alm steht unter Denkmalschutz und ist unter der Nummer D-1-89-140-166 in die Bayerische Denkmalliste eingetragen.

## Baubeschreibung
Beim Hansenbauerkaser handelt es sich um einen Blockbau mit Malschrot und zwei giebelseitigen Türen, der vermutlich im 17. Jahrhundert errichtet wurde.

## Heutige Nutzung
Die Längauer Alm wird landwirtschaftlich genutzt, ist jedoch nicht bewirtet.

## Lage
Die Längauer Alm befindet sich im Urschlauer Forst südlich des Hochfelln und südöstlich des Hochgern, eingebettet zwischen Gründberg und Lochköpfel.
Auf der Längauer Alm liegt auch das ehemalige Jagdhaus der Familie von Siemens.